# Xylotrechus abyssinicus
Xylotrechus abyssinicus är en skalbaggsart som beskrevs av Maurice Pic 1925. Xylotrechus abyssinicus ingår i släktet Xylotrechus och familjen långhorningar. Inga underarter finns listade i Catalogue of Life.